# کانتری کلاب (کالیفرنیا)
کانتری کلاب (به انگلیسی: Country Club) یک منطقهٔ مسکونی در ایالات متحده آمریکا است که در شهرستان سن ژواکین، کالیفرنیا واقع شده‌است. کانتری کلاب ۵٫۱۲۲ کیلومتر مربع مساحت و ۹٬۳۷۹ نفر جمعیت دارد و ۴ متر بالاتر از سطح دریا واقع شده‌است.